# Niveria lathyrus
Niveria lathyrus is een slakkensoort uit de familie van de Triviidae. De wetenschappelijke naam van de soort is voor het eerst geldig gepubliceerd in 1826 door Blainville.